# Механическая торговая система
Механическая торговая система (МТС) — свод полностью формализованных правил открытия, сопровождения и закрытия сделок при торговле на бирже или внебиржевых рынках ценных бумаг. Если правила системы содержат нечёткие параметры (например: «достаточно большая свеча», «явно выраженный тренд» и т. п.), то такая система механической не является. Механические торговые системы часто отождествляют с автоматическими системами (АТС), или торговыми роботами — программами, предназначенными для полной или частичной автоматизации деятельности трейдеров. Однако, не всякая механическая система является одновременно автоматической: система может содержать правила, которые, несмотря на их формализацию, невозможно запрограммировать. Кроме того, трейдер может торговать по механической системе, выполняя её правила вручную.
В случае реализации механической системы в виде АТС уровень автоматизации может быть разным — от помощи трейдеру в принятии решений, до автономного выставления и снятия заявок на бирже с применением методов алгоритмической торговли. Также возможно выполнение программой дополнительных функций — контроль выставленных заявок, мониторинг сделок, анализ торговли с предоставлением графиков и отчётов.
Компьютерная программа автоматически генерирует заявки согласно предопределённому набору правил, реализующих ту или иную стратегию. Большинство алгоритмов основано на выбранных разработчиками инструментах технического анализа, возможны и дополнительные статистические вычисления и/или обработка данных из других источников. Подобные автоматизированные торговые системы часто используют инвестиционные банки и хедж-фонды. По состоянию на 2015—2016 годы на фондовых рынках от 70 % до 80 % всех транзакций генерируют специальные торговые программы, и лишь оставшиеся 20-30 % приходится на действия людей.
Одним из первых определение механической торговой системы дал в 1992 году Н. Дж. Бальсара а вслед за ним в 1997 году Тушар Чанд (Tushar S. Chande) в своей книге Beyond Technical Analysis. Одним из самых крупных фондов, пользующихся механической торговой системой, является Renaissance Technologies, основанный Джеймсом Саймонсом, активы которого приближаются к 100 млрд долларов.